# Desaguadero (přítok Colorada)
Desaguadero (španělsky Río Desaguadero) hlavní název řeky v Jižní Americe na západě Argentiny (provincie Mendoza, San Juan, San Luis, Santa Fé, La Pampa). Je 1515 km dlouhá, povodí má rozlohu přibližně 260 000 km².

## Průběh toku
Pramení na východních svazích centrálních And. Poté, co opustí hory na předhůří, vysychá téměř v celé délce. Řeka má mnoho jmen, od horního toku je postupně nazývaná Bermejo, Chadileo, Salado a Curacó. Je přítokem řeky Colorado.

## Využití

### Lokality na březích řeky
Nejdůležitější města a lokality, kterými řeka protéká (seřazeny od severu k jihu):
- provincie La Rioja: Villa San José de Vinchina, Villa Castelli a Villa Unión.
- provincie San Juan: Bermejo.
- provincie Mendoza: Desaguadero a Canalejas.
- provincie San Luis: Mosmota a Navia.
- provincie La Pampa: Santa Isabel, Limay Mahuida y Puelches.